# Inflacja kosztowa
Inflacja kosztowa, inflacja podażowa (ang. cost-push inflation) – inflacja spowodowana wzrostem kosztów produkcji lub ograniczeniem podaży (wywołana przez stronę podażową gospodarki).
Źródłem inflacji kosztowej może być:
- inflacja płacowa – wzrost płac przewyższający wzrost wydajności pracy,
- wzrost cen surowców,
- inflacja importowana – wzrost cen towarów sprzedawanych na terenie kraju spowodowany wzrostem cen produktów i półproduktów importowanych,
- wzrost podatków i składek obciążających producentów – wzrost cen spowodowany przerzucaniem na ceny, kosztów związanych z wyższymi podatkami.

Inflacja kosztowa ma charakter kumulacyjny – wzrost cen w gospodarce zwiększa presję na podwyżkę wynagrodzeń, co z kolei przekłada się na jeszcze większy wzrost cen.